# Девятый выпуск стандартных марок СССР

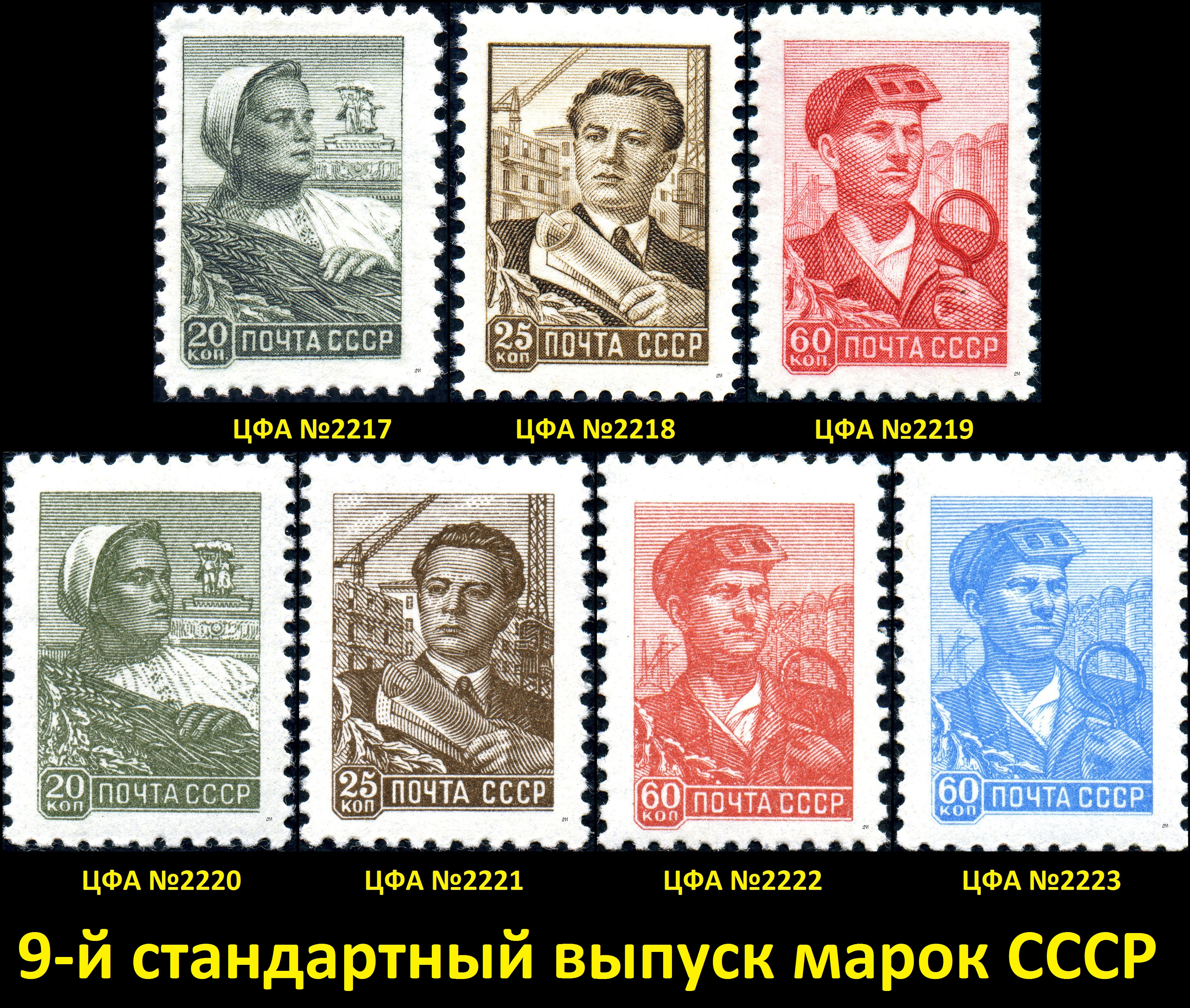
Марки девятого стандартного выпуска СССР

Почто́вые ма́рки девя́той станда́ртной се́рии СССР (1958—1960)  (ЦФА [АО «Марка»] № 2217—2223) поступали в обращение с 18 августа 1958 по март 1960 года.
В августе 1958 — июне 1960 года в обращение поступили марки девятого стандартного выпуска, состоящего из трёх миниатюр, номиналом в 20, 25 и 60 копеек. Авторами рисунков были художники Евгений Гундобин (инженер-строитель) и Борис Березовский (колхозница и рабочий-сталевар). Первый тираж, поступивший в обращение в августе 1958 — мае 1959 года, был отпечатан металлографическим способом. Второй тираж, поступивший в обращение в мае 1959 — июне 1960 года, — офсетом. В марте 1960 года марка номиналом в 60 копеек (рабочий-сталевар) была переиздана в новом цвете — голубом вместо коричнево-красного.
Все марки прежних стандартных выпусков находились в обращения до 1 июня 1961 года.
Порядок следования элементов в таблице соответствует номеру по каталогу марок СССР (ЦФА), в скобках приведены номера по каталогу «Михель».
| № по каталогу                           | Изображение | Описание и источники      | Номинал, руб. | Дата выпуска      | Тираж     | Художник                                   |
| --------------------------------------- | ----------- | ------------------------- | ------------- | ----------------- | --------- | ------------------------------------------ |
| (ЦФА [АО «Марка»] № 2217) (Mi #2198)    |             | Колхозница.               | 0,20          | август 1958 года  | 2 000 000 | Борис Березовский, гравёр Владимир Смирнов |
| (ЦФА [АО «Марка»] № 2218) (Mi #2230)    |             | Инженер.                  | 0,25          | 29 мая 1959 года  | 2 000 000 | Евгений Гундобин, гравёр Лидия Майорова    |
| (ЦФА [АО «Марка»] № 2219) (Mi #2231-I)  |             | Сталевар, розово-красная. | 0,60          | май 1959 года     | 3 000 000 | Борис Березовский                          |
| (ЦФА [АО «Марка»] № 2220) (Mi #2327)    |             | Колхозница.               | 0,20          | март 1960 года    | массовый  | Борис Березовский, гравёр Владимир Смирнов |
| (ЦФА [АО «Марка»] № 2221) (Mi #2328)    |             | Инженер.                  | 0,25          | март 1960 года    | массовый  | Евгений Гундобин, гравёр Лидия Майорова    |
| (ЦФА [АО «Марка»] № 2222) (Mi #2231-II) |             | Сталевар, розово-красная. | 0,60          | 29 июля 1960 года | массовый  | Борис Березовский                          |
| (ЦФА [АО «Марка»] № 2223) (Mi #2362)    |             | Сталевар, голубая.        | 0,60          | 29 июня 1960 года | массовый  | Борис Березовский                          |

## Фальсификации
Выпуск любых фальсификатов преследует определённые цели. В случае почтовых марок фальсификатор наиболее часто преследует две цели: обман почты и обман коллекционеров. Марки для обмана почты активно изготовлялись в начале прошлого (XX века) с целью их использования в почтовом обращении. Такие фальсификаты были довольно широко распространены и наносили огромный ущерб государственной почте. Некоторые подделки изготавливались на профессиональном оборудовании за рубежом и нелегально провозились через границу. По мере совершенствования полиграфических технологий и степени защиты знаков почтовой оплаты от подделок этот вид фальсификации практически полностью прекратился, в том числе и в силу финансовой нецелесообразности. Основная масса подделок изготовлена для обмана коллекционеров. Чаще всего такого рода фальсификаты имитируют редко встречающиеся экземпляры и их разновидности: опечатки, редкие комбинации зубцовок, оттенки цвета и сорта бумаги. Однако встречаются подделки и менее популярных (более дешёвых) марок, изготовленных в расчёте на отсутствие экспертизы подобного филателистического материала.
Для ранних выпусков почтовых марок СССР зубцовка не регламентировалась, и марки в пределах одного выпуска перфорировались по разной технологии. Тиражи почтовых марок с разными разновидностями зубцовки очень часто значительно отличались, что обусловило бо́льшую редкость одного из видов зубцовки и в результате более высокую рыночную стоимость подобной разновидности. Этим обстоятельством умело пользовались фальсификаторы, которые добивали редкую разновидность зубцовки на обычной марке. В ряде случаев такие марки легко отличить от подлинных, ибо у них меньшее расстояние между противоположными (параллельными) рядами зубцов (достаточно наложить такую марку на подлинную с обычной зубцовкой и её размеры окажутся меньше оригинальной). Также на подделках могут оставаться следы прежней зубцовки. В случае, когда однотипные марки официально выпускались с разновидностями по зубцовке и в беззубцовом варианте фальсификат можно отличить по структуре и форме отверстий проколов при большом увеличении. Тем не менее в большинстве случаев требуется квалифицированная экспертиза. Распространены подделки почтовых марок с редкими разновидностями зубцовки, которые изготавливают из беззубцовых типографских марок того же дизайна и номинала. При этом экспертиза такого рода подделок крайне затруднена. Кроме того, встречаются фальсификации иного рода, когда из перфорированного выпуска изготавливается редкая (дорогая) разновидность беззубцовой марки. Распознать такого рода фальсификацию относительно не сложно, ибо официально выпущенные беззубцовыми марки обладают широкими полями. Марки четвёртого стандартного выпуска номиналом в 10 копеек фальсифицировали из зубцовых экземпляров, на которые поверх существующей зубцовки наносилась фальшивая перфорация. Обнаружить такую подделку не сложно. Достаточно сравнить подозрительную марку с оригинальной, имеющей подлинную зубцовку, либо внимательно проверить точность и форму зубцов и отверстий. При возникновении подозрения, что новая зубцовка нанесена поверх существующей, следует тщательно измерить марку. В 1959 году получили известность так называемые «уменьшенные марки» — фальсификации размеров знака почтовой оплаты подверглась марка номиналом в 60 копеек (сталевар) девятого выпуска стандартных марок СССР, которая официально имела несколько разновидностей по цвету, способу печати и по зубцовке, среди которых была марка «Сталевар», которая официально отпечатана офсетным способом и перфорирована: комбинированная гребенчатая зубцовка 12:12½ (на каждые 2 сантиметра края марки приходится 12:12½ зубцов). Фальсификаторы подвергли обычные марки мерсеризации (способу усадки тканей, применяемому в текстильной промышленности), в результате чего получили марки уменьшенного размера, которые предлагали коллекционерам в качестве «проектов», «эссе», либо официально изданных новых разновидностей марки номиналом 60 копеек (сталевар). Таким образом, уменьшенные в размерах марки попали к коллекционерам. Распознать такую фальсификацию довольно просто: в процессе усадки (мерсеризации) помимо уменьшения общей площади почтовой марки меняется и перфорация, которая у фальсификатов стала 13:14 (на каждые 2 сантиметра края марки приходится 13:14 зубцов) вместо 12:12½ подлинных. Кроме того, после процедуры мерсеризации марки, как правило, теряют клей.

## Комментарии
1. ↑  Ниже приведён перечень стандартных марок (с возможностью сортировки по номиналу, тиражу и дате введения в обращение).
2. ↑  Колхозница, оливково-зелёная. Металлография на плотной бумаге, перфорирована: линейная зубцовка 12½ (на каждые 2 сантиметра края марки приходится 12½ зубцов). В марочных листах по 100 (10×10) экземпляров[4][5][6].
3. ↑  В каталоге марок «Михель» указана дата начала эмиссии 10 февраля 1959 года[6].
4. ↑  Инженер, коричневая. Металлография на плотной бумаге, перфорирована: линейная зубцовка 12½ (на каждые 2 сантиметра края марки приходится 12½ зубцов). В марочных листах по 100 (10×10) экземпляров[4][5][7].
5. ↑  Сталевар, розово-красная. Металлография на плотной бумаге, перфорирована: линейная зубцовка 12½ (на каждые 2 сантиметра края марки приходится 12½ зубцов). Разновидности:  (ЦФА [АО «Марка»] № 2219а)  (Mi #2231-I) на розовом фоне и  (ЦФА [АО «Марка»] № 2219А)  (Mi #2231-Ia) на простой бумаге. В марочных листах по 150 (15×10) экземпляров[4][5][7].
6. ↑  Колхозница, оливково-зелёная  (Mi #2327a). Офсетная печать, перфорирована: комбинированная гребенчатая зубцовка 12:12½ (на каждые 2 сантиметра края марки приходится 12:12½ зубцов). Разновидность  (ЦФА [АО «Марка»] № 2220а)  (Mi #2327b) — тёмно-зелёная, дата начала эмиссии — июль 1960 года. В марочных листах по 100 (10×10) экземпляров[4][5][8].
7. ↑  Инженер, коричневая. Офсетная печать, перфорирована: комбинированная гребенчатая зубцовка 12:12½ (на каждые 2 сантиметра края марки приходится 12:12½ зубцов). В марочных листах по 100 (10×10) экземпляров[4][5][8].
8. ↑  Сталевар, розово-красная. Офсетная печать, перфорирована: комбинированная гребенчатая зубцовка 12:12½ (на каждые 2 сантиметра края марки приходится 12:12½ зубцов). В марочных листах по 100 (10×10) экземпляров[4][5][7].
9. ↑  Сталевар, голубая. Офсетная печать, перфорирована: комбинированная гребенчатая зубцовка 12:12½ (на каждые 2 сантиметра края марки приходится 12:12½ зубцов). В марочных листах по 100 (10×10) экземпляров[4][5][9].